# 張量
張量（英語：Tensor）在数学中是一个代数对象，描述了与向量空间相关的代数对象集之间的多重线性映射。张量可以作为不同的对象之间的映射，例如向量、标量，甚至其他张量。张量有很多种类型，包括标量和向量、对偶向量、向量空间之间的多重线性映射，甚至还有一些运算，例如点积。张量的定义独立于任何基，尽管它们通常由与特定坐标系相关的基中的分量来表示；这些分量形成一个数组，可以将其视为高维矩阵。{\displaystyle n}維空間上的{\displaystyle r}階張量有{\displaystyle n^{r}}個分量，{\displaystyle r}也稱為該張量的秩（与矩阵的秩和阶均无关系）。
在同构的意义下，第零階張量（{\displaystyle r=0}）為純量，第一階張量（{\displaystyle r=1}）為向量， 第二階張量（{\displaystyle r=2}）則成為矩陣。例如，对于3维空间，{\displaystyle r=1}时的张量为此向量：{\displaystyle \left(x,y,z\right)^{\mathrm {T} }}。張量不仅仅是由一定数量的分量組成的数组，在坐標變換時，張量的分量也依照某些規則作線性變換。由於變換方式的不同，張量分成「協變張量」（指標在下者）、「逆變張量」（指標在上者）、「混合張量」（指標在上和指標在下兩者都有）三類。張量的抽象理論是線性代數分支，現在叫做多重線性代數。
張量在物理和工程學中很重要。例如在扩散张量成像中，表达器官对于水的在各个方向的微分透性的张量可以用来产生大脑的扫描图。工程上的例子有应力张量和应变张量，它们都是二阶张量，对于一般线性材料他们之间的关系由一个四阶弹性张量来决定。
张量在物理学中提供了一个简明的数学框架用来描述和解决力学（应力、弹性、流体力学、轉動慣量等）、电动力学（电磁张量、麦克斯韦张量、介电常数、磁化率等）、广义相对论（应力-能量张量、曲率张量等）物理问题。在应用中，数学家通常会研究在物体的不同点之间的张量变化。例如，一个物体内的应力可能因位置不同而改变。这就引出了张量场的概念。在某些领域，张量场十分普遍以至于它们通常被简称为“张量”。

## 歷史背景
“张量”一词最初由威廉·罗恩·哈密顿在1846年引入，但他把这个词用于指代现在称为模的对象。该词的现代意义是沃尔德马尔·福格特在1899年开始使用的。
这个概念由格雷戈里奥·里奇-库尔巴斯托罗在1890年在《绝对微分几何》的标题下发展出来，随着1900年列维-奇维塔的经典文章《绝对微分》（意大利文，随后出版了其他译本）的出版而为许多数学家所知。随着1915年左右爱因斯坦的广义相对论的引入，张量微积分获得了更广泛的承认。广义相对论完全由张量语言表述，爱因斯坦从列维-奇维塔本人那里学了很多张量语言（其实是Marcel Grossman，他是爱因斯坦在苏黎世联邦理工学院的同学，一个几何学家，也是爱因斯坦在张量语言方面的良师益友 - 参看Abraham Pais所著《上帝是微妙的（Subtle is the Lord）》），并学得很艰苦。但张量也用于其它领域，例如连续力学，譬如应变张量（参看线性弹性）。
注意“张量”一词经常用作张量场的简写，而张量场是对流形的每一点给定一个张量值。要更好的理解张量场，必须首先理解张量的基本思想。

## 定义
一个 (p,q)型的张量 T 被定义为一個多重線性映射（英語：multilinear map）
{\displaystyle T:\underbrace {V^{*}\times \dots \times V^{*}} _{p{\text{ 個}}}\times \underbrace {V\times \dots \times V} _{q{\text{ 個}}}\mapsto \mathbb {R} ,}
其中 V 是向量空间，V ∗ 是其对偶空间。

## 方法的选择
有两种定义张量的方法：
- 通常定义张量的物理学或傳統數學方法，是把張量看成一個多維數組，當變換座標或變換基底時，其分量會按照一定变换的規則，這些規則有兩種：即协变或逆变轉換。
- 通常現代数学中的方法，是把張量定義成某個向量空間或其對偶空間上的多重線性映射，這向量空间在需要引入基底之前不固定任何坐标系统。例如协变向量，可以描述为1-形式，或者作为逆变向量的对偶空间的元素。

但物理学家和工程师是首先识别出向量和张量作为实体具有物理上的意义的，它超越了它们的分量所被表述的（经常是任意的）坐标系。同样，数学家发现有一些张量关系在坐标表示中更容易推导。

## 例子
张量可以表述为一个值的序列，用一个向量值的定义域和一个标量值的值域的函数表示。这些定义域中的向量是自然数的向量，而这些数字称为指标。例如，取一3阶张量尺寸为2x5x7。这里，指标的范围从<1,1,1>到<2,5,7>。张量可以在指标为<1,1,1>有一个值，在指标为<1,1,2>有另一个值，等等一共70个值。
（类似的，向量可以表示为一个值的序列，用一个标量值的定义域和一个标量值的值域的函数表示，定义域中的数字是自然数，称为指标，不同的指标的个数有时称为向量的维度。）
一个张量场是在欧几里得空间中的每一点都给定一个张量值。这样不是像上面的例子中简单的有70个值，对于一个3阶张量，维度为<2,5,7>，空间中的每一个点有70个值和它相关。换句话说，张量场表示某个张量值的函数，其定义域为欧几里得空间。不是所有的函数都行—更多关于这些要求的细节参看张量场。
不是所有自然中的关系都是线性的，但是很多是可微的因而可以局部的用多线性映射来局部的逼近。这样多数物理学中的量都可以用张量表示。
作为一个简单的例子，考虑水中的船。我们要描述它对受力的反应。力是一个向量，而船的反应是一个加速度，它也是一个向量。通常加速度不是和受力的方向相同，因为船体的特定形状。但是，这个力和加速之间的关系实际上是线性的。这样一个关系可以用一个（1,1）类型（也就是说，它把一个向量变成另一个向量）的张量表示。这个张量可以用矩阵表示，当它乘以一个向量时就得到另一个作为结果。坐标系改变的时候，表示一个向量的数字会改变，同样，表示这个张量的矩阵中的数字也会改变。
工程上，刚体或流体内的应力也用一个张量表示；"张量"一词的拉丁语就表示引起张力的某种拉伸。如果材料内的一个特定的表面元素被选出来，在表面一侧的材料会对另一侧的施加一个力。通常，该力不和表面正交，但是它将线性的依赖于表面的朝向。这可以精确用（2,0）类型的张量精确的描述，或者更精确地说，是用一个类型为（2,0）的张量场来表示，因为张量可能在每一个不同。
另外一些著名的几何中张量的例子有二次型，以及曲率张量。物理张量的例子有能动张量，惯量和极化张量。
几何和物理的量可以通过考虑它们的表述内在的自由度来分类。标量是那些可以用一个数表示的 ---
速率，质量，温度，等等。有一些向量类型的量，例如力，它需要一个数字的列表来表述。最后，像二次型这样的量需要用多维数组来表示。后面这些量只能视为张量。
实际上，张量的概念相当广泛，可以用于上面所有的例子；标量和向量是张量的特殊情况。区别标量和向量以及区别这两者和更一般的张量的特征是表示它们的数组的指标的个数。这个个数称为张量的阶。这样，标量是0阶张量（不需要任何指标），而向量是一阶张量。
张量的另外一个例子是广义相对论中的黎曼曲率张量，它是维度为<4,4,4,4>（3个空间维度 +时间维度 = 4个维度）的4阶张量。它可以当作256个分量（256 = 4×4×4×4）的矩阵（或者向量，其实是个4维数组）。只有20个分量是互相独立的，这个事实可以大大简化它的实际表达。

## 方法细节
有几种想象和操作张量的等价方法；只有熟悉这个课题，才能了解其内容是等价的。
- 经典方法

经典的方法把张量视为多维数组，它们是标量，1维向量和2维矩阵的n维推广。张量的"分量"是数组中的值。这个思想可以进一步推广到张量场，那里张量的元素是函数，甚至微分。
张量场理论在这个方法中大致可以视为雅可比矩阵的思想的推广。
- 现代方法

现代（无分量）方法把张量首先视为抽象对象，表达了多线性概念的某种确定类型。其著名的性质可以从其定义导出，作为线性映射或者更一般的情况；而操作张量的规则作为从线性代数到多重线性代数的推广出现。这个处理方法在高等的研究中大量的取代了基于分量的方法，其方式是更现代的无分量向量方法在基于分量的方法用于给出向量概念的基本引例之后就取代传统的基于分量的方法。可以说，口号就是“张量是某个张量空间的元素”。
- 张量的中间处理条目试图为两个极端建立联系，并显示他们的关系。

最终，同样的计算内容被表达出来，两种方式都可以。技术性术语列表请参看张量理论词汇。

## 张量密度
张量场也可有一个“密度”。密度为r的张量和普通张量一样坐标变换，但是它还要乘以雅可比矩阵的行列式值的第r次幂。这个的最佳解释可能是使用向量丛：其中，切丛的行列式丛是一个线丛，可以用来'扭转'其它丛r次。

## 張量阶
| 等級 | 別名            | 記號 | 一般变換            | 张量密度变换方式*        |
| ---- | --------------- | ---- | ------------------- | ------------------------ |
| 0    | 標量            | S    | S'=S                | S'=\|a\|S                |
| 1    | （餘）向量      | Vi   | V'i=aijVj           | V'i=\|a\|aijVj           |
| 2    | （协变）矩阵    | Mij  | M'ij=aikajlMkl      | M'ij=\|a\|aikajlMkl      |
| 3    | （协变）3阶張量 | Tijk | T'ijk=ailajsakmTlsm | T'ijk=\|a\|ailajsakmTlsm |

其中，aij是坐标变换的雅可比矩阵。这里所有的分量假定为协变，反变的张量变换要用a的逆矩阵。注意这里是用爱因斯坦记号。
* |a|是aij的行列式。

## 参閱
- 张量理论词汇

### 记法常规
- 爱因斯坦记号
- Voigt记号（福格特）
- 抽象指标记号
- 度量张量

### 基础
- 共变（协变）
- 反变（逆变）
- 1-形式
- 张量积
- 纤维丛
- 张量场

### 应用
- 张量导数
- 绝对微分
- 曲率
- 黎曼几何
- 张量理论在工程科学中的应用
- 张量理论在物理中的应用